# Beast (película estadounidense de 2022)
Beast es una película de suspenso y supervivencia estadounidense de 2022 dirigida por Baltasar Kormákur a partir de un guion de Ryan Engle, basado en una historia de Jaime Primak Sullivan. La película está protagonizada por Idris Elba, Iyana Halley, Leah Sava Jeffries y Sharlto Copley.
Beast fue estrenada en los Estados Unidos el 19 de agosto de 2022 por Universal Pictures. La película recibió reseñas mixtas de los críticos, con elogios hacia las actuaciones de Elba y Copley y críticas por ser inmemorable y predecible.

## Argumento
El Dr. Nate Samuels, que acaba de enviudar, y sus hijas, Meredith y Norah, llegan a la Reserva Mopani en Sudáfrica para pasar unas vacaciones. Nate se reúne con su viejo amigo, Martin Battles, biólogo y gerente de Mopani, quien los presentó a Nate y su esposa. Martin lleva a Nate y a las niñas al pueblo donde creció la esposa de Nate. Nate le confía a Martin su culpa por estar distante después de la separación de él y su esposa, después de lo cual ella desarrolló un cáncer terminal. El viaje es para reencontrarse con sus hijas.
Al día siguiente, Martin y la familia recorren las áreas restringidas de la reserva. Martin les muestra una manada de leones local y se da cuenta de que uno está herido. En una comunidad cercana de Tsonga, Martin descubre que la mayoría de la población está muerta. Ante la sospecha de que un león rebelde que mata hombres es el responsable, Martin se apresura a informar el hallazgo. Nate se encuentra con un hombre Tsonga herido en el camino, pero no puede salvarlo. Martin es mutilado mientras rastrea al león. Luego embosca a Nate, quien se refugia en el auto. Meredith se aleja rápidamente pero choca contra un árbol, dejándolos varados.
Martin llama a Nate por radio a través de un walkie-talkie, advirtiéndole que se mantenga alejado, diciendo que el león está usando a Martin como cebo para atraer a los demás. Como la radio está fuera de alcance para contactar con ayuda, Nate monta un rifle tranquilizante. Se enfrenta al león, con la esperanza de someterlo el tiempo suficiente para recuperar a Martin y regresar a la civilización. El león ataca y Meredith aprovecha la distracción para salvar a Martin. Norah apuñala al león con un dardo tranquilizante después de que le quita el arma de las manos a Nate, lo que hace que el león retroceda. Meredith lleva a Martin de regreso al auto y Nate trata su herida.
Cuando cae la noche, Martin, ahora en recuperación, especula que el león se volvió rebelde después de que los cazadores furtivos mataran su manada. Poco después, llegan los cazadores furtivos e inicialmente aceptan transportar al grupo al pueblo a cambio de dinero. Sin embargo, las tensiones aumentan después de que los cazadores furtivos ven a Martin, un ávido anti-cazador furtivo, dentro del automóvil. El león ataca y dispersa a los cazadores furtivos, matando a la mayoría de ellos. Nate se abre paso entre el león y encuentra las llaves del camión de los cazadores furtivos. De vuelta en el auto, Martin detiene al león el tiempo suficiente para permitir que las hermanas escapen, aunque Meredith sufre una profunda laceración en el costado. El automóvil cae a un barranco y Martin se sacrifica provocando una explosión por la fuga de gasolina, quemando gravemente al león. Nate enciende el camión y se escapa con Meredith y Norah, pero tiene que detener el auto antes de que se queden sin combustible.
En la escuela abandonada, que los cazadores furtivos usaron como base, Nate trata la herida de Meredith y busca agua. El león aparece y acecha a las chicas, pero Nate regresa y lo asusta. Encerrando a sus hijas dentro de una habitación, Nate promete regresar después de someter al león. Después de provocar al león para que lo persiga, Nate lo atrae a la manada local de leones que Martin ayudó a criar. El león rebelde alcanza y ataca a Nate, casi matándolo, hasta que los machos de la manada intervienen y matan al rebelde. Un trabajador de Mopani llega y salva a Nate mientras cae inconsciente.
Al despertar en un hospital, Nate en recuperación les dice a sus hijas que las ama. Algún tiempo después, los tres regresan a la reserva, esta vez como una familia unida, y recrean la foto que la difunta esposa de Nate se tomó junto a su árbol favorito.

## Reparto
- Idris Elba como el Dr. Nate Samuels, un padre viudo.
- Iyana Halley como Meredith Samuels, la hija mayor de Nate, siendo rebelde y discutidora.
- Leah Sava Jeffries como Norah Samuels, la hija menor de Nate, siendo sensible.
- Sharlto Copley como Martin Battles, un biólogo de vida silvestre que es un viejo amigo de Nate.

## Producción
En septiembre de 2020, se anunció que Idris Elba protagonizaría una nueva película de Universal Pictures titulada Beast, basada en una idea original de Jaime Primak-Sullivan y dirigida por Baltasar Kormákur. En junio de 2021, Sharlto Copley, Iyana Halley y Leah Sava Jeffries se unieron al elenco.
El rodaje comenzó el 1 de junio de 2021 en Sudáfrica y duró diez semanas. También se llevó a cabo rodaje en las provincias rurales de Limpopo y Northern Cape, así como en Ciudad del Cabo.

## Estreno
Beast fue estrenada el 19 de agosto de 2022 por Universal Pictures.